# Beetzsee (gmina)
Beetzsee – gmina w Niemczech w kraju związkowym Brandenburgia, w powiecie Potsdam-Mittelmark, siedziba urzędu Beetzsee.